# Tjirkimtjärnen
Tjirkimtjärnen är en sjö i Jokkmokks kommun i Lappland och ingår i Luleälvens huvudavrinningsområde. Sjön har en area på 0,243 kvadratkilometer och ligger 416,5 meter över havet. Sjön avvattnas av vattendraget Tjirkimbäcken.

## Delavrinningsområde
Tjirkimtjärnen ingår i det delavrinningsområde (739747-162602) som SMHI kallar för Mynnar i Karatj. Medelhöjden är 610 meter över havet och ytan är 17,1 kvadratkilometer. Det finns inga avrinningsområden uppströms utan avrinningsområdet är högsta punkten. Tjirkimbäcken som avvattnar avrinningsområdet har biflödesordning 4, vilket innebär att vattnet flödar genom totalt 4 vattendrag innan det når havet efter 256 kilometer. Avrinningsområdet består mestadels av skog (71 procent), sankmarker (15 procent) och kalfjäll (13 procent). Avrinningsområdet har 0,24 kvadratkilometer vattenytor vilket ger det en sjöprocent på 1,4 procent.